# 八代五郎造

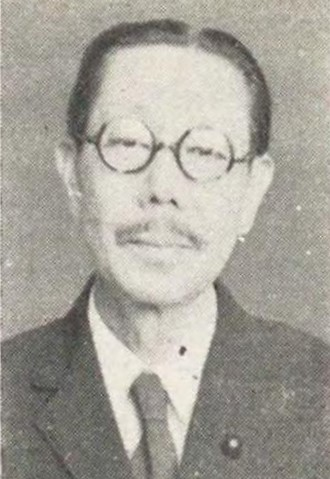
八代五郎造

八代 五郎造（やしろ ごろうぞう / ごろぞう、1887年（明治20年）11月17日 - 1949年（昭和24年）8月8日）は、大正から昭和期の実業家、政治家、華族。貴族院男爵議員。旧姓・石垣。

## 経歴
愛知県で石垣安次郎の五男として生まれ、海軍士官・八代六郎の養子となる。養父の死去に伴い、1930年8月1日、男爵を襲爵した。
1920年（大正9年）7月、東北帝国大学理学部を卒業。1912年（大正元年）海軍技手に就任。その後、東電電球取締役、東光電気重役、東西電球重役などを務めた。
1939年（昭和14年）7月10日、貴族院男爵議員に選出され、公正会に所属して1947年（昭和22年）5月2日の貴族院廃止まで1期在任した。

## 親族
- 妻：泰（たい、石川弥一郎四女）[1]
- 長男：大六郎（日本科学技術振興財団参与）[1] - 2017年（平成29年）4月8日歿、享年91
- 長女：昭子（明治製糖の取締役などを務めた実業家薄井佳久養孫の薄井恭一の夫人）[1]